# San Giovanni
San Giovanni je utvrda koja je štitila Fort Verudellu. Godine 1947. vojska je napušta, a 1964. godine u njoj se otvaraju: kafić, restoran i disko. Godine 2021. u utvrdi prestaje djelovati disko. Od 2021. godine se u zgradi nalazi i skladište Pulskog akvarija.

## Više informacija
- Pulske fortifikacije
- Nacionalna udruga za fortifikacije Pula
- Povijest Pule
- Pula